# 네자트 이슐레르
네자트 이슐레르(튀르키예어: Nejat İşler, 1972년 2월 29일~)는 튀르키예의 배우이다.

## 작품 목록

### 영화
- 이스탄불 레드 (2017년)
- 윈터 슬립 (2014년)
- 10 투 11 (2009년)
- 인 바 (2007년)
- 에그 (2007년)
- 빼앗긴 시선 (2005년)
- 에브리씽 어바웃 무스타파 (2004년)